# Île aux Papillons
L'Île aux Papillons est une île située sur la Moselle, en France, dépendant administrativement à Montigny-lès-Metz.
C'est une île artificiellement formée par la création du bras de la Moselle qui la longe par le sud. Elle a probablement été créée dans les années 1960, dans le cadre de la construction de l'autoroute A31.

## Description
L'île s'étend sur environ 890 m de longueur pour une largeur de maximum d'environ 100 m et est traversée par une voie de chemin de fer. 
Elle est connue pour être un lieu fréquenté par les communautés homosexuelles et exhibitionnistes. La traversée par le pont SNCF y est interdite.